# 有川知江
有川 知江（ありかわ ちえ、1961年1月28日 - ）は、日本の女優、声優。北海道留萌市出身。プロダクション・タンク所属。

## 来歴
テアトルアカデミー卒業。映像テクノアカデミア声優科プロクラス卒業。

## 人物
特技は華道（池坊師範）、茶道（遠州流・4年間）、料理。資格は中型自動車免許（ペーパー）。方言は北海道弁。

## 出演

### テレビドラマ
- AKBホラーナイト アドレナリンの夜
- お水の花道
- 黒い十人の女
- 警視庁・捜査一課長（スナック「小岩」ママ）
- シェエラザード
- ショムニ
- TEAM
- 古畑任三郎
- やすらぎの郷（声の出演）
- 義経

### 映画
- ダンスウィズミー（2019年）

### テレビアニメ
2013年
- ドラえもん（おばあさん）

2016年
- くまみこ（老婆）
- 3月のライオン（おばあちゃん、親族、宮乃川店員）

2017年
- 銀魂.（桂の祖母）
- サクラクエスト（四ノ宮チヨ）
- 魔法陣グルグル（村人C）

2019年
- どろろ（産婆B）

2021年
- ルパン三世 PART6（老いた重富瑠璃子）

2023年
- 名探偵コナン（緑川スミ江）

2024年
- 百千さん家のあやかし王子（おばあさん）

2025年
- 天久鷹央の推理カルテ（碇道子）

### 吹き替え

#### 映画
- クロワッサンで朝食を
- ダブル/フェイス（ドナ〈フェイ・ダナウェイ〉）
- バッド・マイロ!
- 母が教えてくれたこと（ルース＝アン〈ジューン・スキッブ〉）
- 僕が星になるまえに
- マジック・イン・ムーンライト（ヴァネッサおばさん〈アイリーン・アトキンス〉）
- マネー・ショート 華麗なる大逆転（ジョージア・ヘイル〈メリッサ・レオ〉[5]）
- レモニー・スニケットの世にも不幸せな物語（アナベル長老）
- ROMA/ローマ
- ローマンという名の男 -信念の行方-（ヴァニータ・ウェルズ〈リンダ・グラヴァット〉）
- ロシアン・スナイパー（エレノア・ルーズベルト〈ジョアン・ブラックハム〉）

#### ドラマ
- オレンジ・イズ・ニュー・ブラック（シスター・ジェイン・インガルス〈ベス・ファウラー〉）
- GRIMM/グリム
- グレイズ・アナトミー 恋の解剖学
- HAWAII FIVE-0
- ビカミング・ア・ゴッド（エレン・ジョイ・ボナー〈メアリー・スティーンバージェン〉）
- プリーチャー（マリー）
- マイケル・J・フォックス・ショウ
- マッドメン
- マニアック（ドクター・グレタ・マントルレイ〈サリー・フィールド〉）
- ミス・マープル
- ミルドレッドの魔女学校（バット先生）
- 名探偵ポワロ
- ルナティックス〜ぶっ飛んだ奴らの記録〜（ロンダ）
- ロッジ49（コニー）

#### テレビ番組
- テキサス獣医 奮戦記

#### アニメ
- ちいさなプリンセス ソフィア
- ミッキーマウス!
- ブレイベスト・ウォリアーズ
- ロッキーとブルウィンクルの大冒険（ばぁばウィンクル）

### ボイスオーバー
- アンソニー世界を駆ける
- 世界で一番美しい瞬間
- 地球ドラマチック
- BS世界のドキュメンタリー

### ボイスコミック・オーディオコミック
- 神去なあなあ日常（繁ばあちゃん）
- message 埜生作品集

### VP
- 基本会話モジュール
- 社員教育研修用DVD

### 舞台
- ウェディングプランナー物語
- 彼氏のママ
- 悔しい女
- 子宝善哉
- 小さな虫の大冒険
- フィルハーモニー
- 雰囲気のある死体
- 見果てぬ夢
- ライン
- ロケット
- 路地裏物

## 方言指導
- 朗読「鉄道員」